# Buskroslingssläktet
Denna artikel handlar om växtsläktet Pieris.  För fjärilssläktet med samma namn, se Vitfjärilar.
Buskroslingssläktet (Pieris) är ett växtsläkte i familjen ljungväxter med 8 arter från östra Asien, östra Nordamerika och Västindien. Några odlas som trädgårdsväxter i Sverige.
Buskroslingar är buskar, träd eller klättrande lianer. Bladen kan vara spiralställda, de kan sitta i falska kransar, eller tre i kransar. De är skaftade, bladskivan är läderartad, bladkanten helbräddad till tandad. Blommorna sitter i klasar som kan vara grenade, blomställningen är toppställd eller kommer i bladvecken. Själva blommorna är femtaliga. Fodret är klibbigt och mjukhårigt. Kronan är vit till rosa, urnlik eller rörformad med fem korta flikar. Frukten är en kapsel.